# Лион (тауншип, округ Гудхью, Миннесота)
Лион (англ. Leon) — тауншип в округе Гудхью, Миннесота, США. На 2000 год его население составило 942 человек.

## География
По данным Бюро переписи населения США площадь тауншипа составляет 98,0 км², из которых 97,9 км² занимает суша, а 0,1 км² — вода (0,11 %).

## Демография
По данным переписи населения 2000 года здесь находились 942 человека, 322 домохозяйства и 272 семьи.  Плотность населения —  9,6 чел./км².  На территории тауншипа расположена 331 постройка со средней плотностью 3,4 построек на один квадратный километр. Расовый состав населения: 98,51 % белых, 0,21 % коренных американцев, 0,11 % азиатов, 0,11 % — других рас США и 1,06 % приходится на две или более других рас. Испанцы или латиноамериканцы любой расы составляли 0,74 % от популяции тауншипа.
Из 322 домохозяйств в 39,1 % воспитывались дети до 18 лет, в 77,3 % проживали супружеские пары, в 2,2 % проживали незамужние женщины и в 15,5 % домохозяйств проживали несемейные люди. 12,7 % домохозяйств состояли из одного человека, при том 4,7 % из — одиноких пожилых людей старше 65 лет. Средний размер домохозяйства — 2,93, а семьи — 3,21 человека.
28,8 % населения младше 18 лет, 6,7 % в возрасте от 18 до 24 лет, 29,1 % от 25 до 44, 27,3 % от 45 до 64 и 8,2 % старше 65 лет. Средний возраст — 39 лет. На каждые 100 женщин приходилось 105,2 мужчин.  На каждые 100 женщин старше 18 приходилось 115,8 мужчин.
Средний годовой доход домохозяйства составлял 61 094 доллара, а средний годовой доход семьи —  62 422 доллара. Средний доход мужчин —  40 655  долларов, в то время как у женщин — 26 528. Доход на душу населения составил 25 756 долларов. За чертой бедности находились 3,9 % семей и 3,8 % всего населения тауншипа, из которых 2,4 % младше 18 и 5,4 % старше 65 лет.